# Borys Somerschaf
Borys Somerschaf (ros. Бори́с Леони́дович Сомерша́ф; ur. 5 kwietnia 1968 w Moskwie) – polski dyrygent, kompozytor, wokalista i aranżer.

## Życiorys
Borys Somerschaf urodził się w Moskwie w rodzinie o polskich korzeniach i muzycznych tradycjach. Edukację muzyczną rozpoczął w 1975 roku w Chłopięcej Szkole Chóralnej im. A. Swiesznikowa. Od 1982 kształcił się w niej jako dyrygent. Jego debiut w tej profesji miał miejsce w 1985 roku w Filharmonii w Swierdłowsku (obecnie Jekaterinburg). W okresie tym, jako śpiewak Chóru Chłopięcego im. A. Swiesznikowa, koncertował na obszarze całego ZSRR oraz brał udział w nagraniach radiowych i telewizyjnych. W latach 1986–1991 studiował dyrygenturę chóralną na Wydziale Wokalnym w Konserwatorium im. P. Czajkowskiego w Moskwie u profesora B. Tewlina. W tym samym okresie prowadził Moskiewski Chór Młodzieży i Studentów, z którym występował na wielu renomowanych rosyjskich festiwalach i konkursach oraz odbył trasy koncertowe po ZSRR i krajach Europy Zachodniej. W latach 1991–1996 jako stypendysta polskiego rządu ukończył Wydział Wychowania Muzycznego w klasie dyrygentury chóralnej profesora Józefa Boka oraz Wydział Kompozycji u profesora Zbigniewa Bagińskiego Akademii Muzycznej im. F. Chopina w Warszawie. 1991–1997 – dyrygent i kierownik artystyczny Zespołu Wokalnego „In Corpore”. W latach 90. Jako baryton Somerschaf był również członkiem Zespołu Muzyki Dawnej „Cantus Firmus”, z którym brał udział w wielu koncertach, konkursach, nagraniach i trasach koncertowych. W latach 1996–1998 był także dyrygentem „Collegium Musicum” Uniwersytetu Warszawskiego. Od 1999 roku Borys Somerschaf jest dyrygentem i kierownikiem artystycznym Męskiego Zespołu Wokalnego „Kairos”, a od grudnia 2015 roku - dyrygentem Warszawskiego Chóru Międzyuczelnianego. Jest także autorem muzyki do wielu spektakli teatralnych, filmów dokumentalnych i seriali telewizyjnych. W latach 1997–2001, jako kierownik chóru i zespołu solistów, uczestniczył w nagraniach polskich wersji filmów dla dzieci: Anastazja, Mulan, Książę Egiptu, Toy Story II, Król lew II, Pocachontas II, Bambi, Dzwonnik z Notre Dame, Grinch, Piękna i Bestia i innych. Komponował również muzykę do seriali telewizyjnych: Klasa na obcasach, Miodowe lata, Całkiem nowe lata miodowe oraz do innych programów telewizyjnych i filmów dokumentalnych.
Jego artystyczna domena to dyrygentura i chór. Jako wokalista specjalizuje się w wykonaniach XIX i XX-wiecznych romansów rosyjskich. Wydał dwie autorskie płyty: Śnił mi się sad – Najpiękniejsze romanse rosyjskie (2005) i Powiedz czemu… (2010). Jako wokalista, aranżer i dyrygent uczestniczył również w nagraniach kilkunastu płyt z polską muzyką klasyczną m.in. zespołów muzyki dawnej „Cantus Firmus” i „Ars Nova”, „Chóru Warszawskiej Opery Kameralnej”, „Chóru SGH” i Męskiego Zespołu Wokalnego „Kairos”. Brał również udział w nagraniach muzyki do filmów (Quo Vadis i Wiedźmin) oraz płyt Grzegorza Ciechowskiego, Zbigniewa Preisnera, Bajmu, Jacka Kaczmarskiego i Michała Bajora.
Od wielu lat prowadzi warsztaty wokalne dla młodzieży. Jest zapraszany również do współprowadzenia warsztatów organizowanych w całej Polsce oraz regularnie zasiada w jury konkursów wokalnych.
Laureat Nagrody Prezydenta Miasta Lublina „Za znaczące osiągnięcia w dziedzinie kultury i sztuki” oraz dwukrotny laureat „Nagrody Kulturalnej Marszałka Województwa Lubelskiego”.
Od 1991 roku mieszka w Warszawie.

## Życie prywatne
Ma syna Leona. Małgorzata Potocka to jego ciotka (siostra przyrodnia jego matki).